# Biogradsko jezero
Der Biogradsko jezero ist ein Gletscherrandsee auf dem Gebiet der Gemeinde Kolašin in Montenegro. Der See liegt in der gebirgigen Bjelasica-Region innerhalb des Nationalparks Biogradska Gora.
Der Biogradsko jezero liegt auf einer Höhe von 1.094 m am Ende der Hauptzufahrtsstraße in den  Nationalpark Biogradska Gora. Er ist 870 m lang, bis zu 261 m breit und nimmt eine Fläche von bis zu 228.500 m² ein. Die mittlere Tiefe beträgt etwa 4,5 m, die maximale Tiefe bis zu 12,1 m. Der Wasserspiegel schwankt im Verlauf des Jahres um mehrere Meter. Der Hauptzulauf ist die Biogradska rijeka sowie einige nur zur Schneeschmelze auftretende Bergbäche. Der See entwässert über die Jezerstica in die Tara.